# Clinopodes rodnaensis
Clinopodes rodnaensis är en mångfotingart som först beskrevs av Karl Wilhelm Verhoeff 1938.  Clinopodes rodnaensis ingår i släktet Clinopodes och familjen storjordkrypare.
Artens utbredningsområde är Rumänien. Inga underarter finns listade i Catalogue of Life.